# Deutsche Meisterschaften im Rennrodeln 1992
Die Deutschen Meisterschaften im Rennrodeln 1992 wurden vom 2. bis 5. Januar 1992 in Winterberg ausgetragen.

## Ergebnisse

### Frauen
| Platz | Sportlerin        | Verein | Zeit    |
| ----- | ----------------- | ------ | ------- |
| 1     | Gabriele Kohlisch |        | 1:24,93 |
| 2     | Susi Erdmann      |        | 1:24,97 |
| 3     | Sylke Otto        |        | 1:25,05 |
| 4     | Jana Bode         |        | 1:25,17 |
| 5     | Silke Kraushaar   |        | 1:25,64 |

### Männer
| Platz | Sportler           | Verein | Zeit     |
| ----- | ------------------ | ------ | -------- |
| 1     | Karsten Albert     |        | 1:45,546 |
| 2     | Georg Hackl        |        | 1:45,641 |
| 3     | René Friedl        |        | 1:45,687 |
| 4     | Jens Müller        |        | 1:45,882 |
| 5     | Helmut Hölzlwimmer |        | 1:45,944 |

### Doppelsitzer
| Platz | Sportler                            | Verein | Zeit     |
| ----- | ----------------------------------- | ------ | -------- |
| 1     | Stefan Krauße Jan Behrendt          |        | 1:24,029 |
| 2     | Norbert Rosenberger Rudolf Größwang |        | 1:24,486 |
| 3     | Mark Barnekow Sandro Zettl          |        | 1:24,567 |